# 砂石镇
砂石镇，是中华人民共和国湖南省邵陽市邵东市下辖的一个乡镇级行政单位。

## 行政区划
砂石镇下辖以下地区：
砂石社区、裕兴社区、跃新村、七华村、兆佳村、王木村、宗潮村、木冲村、柳东村、丰朋村、坝边村、真人村、真合村、真心村、保和村、双林村、农兴村、石司村、天司村、岩岭村、述法村、新田村、乌龙村、长冲村、高义村、金义村和大勤村。